# Aethalopteryx grandiplaga
Aethalopteryx grandiplaga is een vlinder uit de familie houtboorders (Cossidae). De wetenschappelijke naam van deze soort werd voor het eerst geldig gepubliceerd in 1930 door Gaede.
De soort komt voor in tropisch Afrika.